# 静岡福祉大学短期大学部
静岡福祉大学短期大学部（しずおかふくしだいがくたんきだいがくぶ、英語: Shizuoka University of Welfare Junior College）は、静岡県焼津市本中根に存在した短期大学である。1992年に設置され、2010年に廃止された。

## 概観

### 大学全体
- 静岡県焼津市に所在した日本の私立短期大学で、設置主体は学校法人静岡精華学園。
- 1992年に静岡精華短期大学として開学[1]し、その当初は2学科が設置されていたが、後に設置された介護福祉学科のみの単科短大となっていた。
- 2008年度の入学生を最後に[注釈 1]、2010年に短期大学としての使命を終える[注釈 2]。

### 教育および研究
- 静岡福祉大学短期大学部は介護福祉士養成に力をいれていた。

### 学風および特色
- 静岡福祉大学短期大学部は介護福祉学科を設置しており、短大卒業後大学の社会福祉学部に編入学する学生も少なくなかった。

## 沿革
- 1991年
  - 12月20日 左記を以て文部省[注 1]より短期大学の設置が認可される[5]。
- 1992年
  - 4月1日 静岡精華短期大学（しずおかせいかたんきだいがく 英称:Shizuoka Seika College）が以下の学科体制にて開学する[6]。
    - 国際文化学科 入学定員100名[7]
    - 商学科 入学定員150名[7]

  - 5月1日 学生数/[8]定員
    - 国際文化学科 女101/100
    - 商学科 女201/150
- 1997年
  - 4月1日 商学科を男女共学とする[注 2]
- 1998年
  - 4月1日 国際文化学科を共学[注 3]とし、全学科共学となる。
- 1999年
  - 5月1日 学生数[11]/定員
    - 商学科 257[注 4]/300
    - 国際文化学科 123[注 5]/200
- 2001年
  - 4月1日 国際文化学科の学生募集を最終とする[注 6]。
- 2002年
  - 4月1日 介護福祉学科を設置する[12]。
  - 同 商学科をビジネス情報学科に改称[12]。
- 2003年
- 3月31日 国際文化学科を廃止する[13]。
  - 4月1日 静岡福祉情報短期大学（しずおかふくしじょうほうたんきだいがく）と改称[13]。
  - 同 ビジネス情報学科の学生募集をこの年度で最終とする[注 7]。
- 2004年
  - 4月1日 静岡福祉情報短期大学を静岡福祉大学短期大学部と改称[14]。
- 2005年
- 9月30日 左記を以てビジネス情報学科を正式に廃止する[15]。
- 2008年
  - 4月1日 この年度をもって学生募集を終了[注釈 1]。
- 2010年 左記を以て正式に廃止[注釈 2]。

## 基礎データ

### 所在地
- 静岡県焼津市本中根549-1

### 交通アクセス
- JR東海道本線焼津駅又は西焼津駅より静岡鉄道バス：「静岡福祉大前」バス停留所下車。

## 教育および研究

### 組織

#### 学科
- 介護福祉学科：｢介護概論｣･｢家政学概論｣･｢家政学実習｣･｢介護技術｣･｢介護実習｣など介護のエキスパートとして必要な諸科目を学ぶ。入学定員90名[注 8]

##### 過去にあった学科
- 国際文化学科：国際理解、言語コミュニケーション、ツーリズム・ホスピタリティの書くコースが設置されていた。中国やカナダ･オーストラリアでの長期留学やイギリス･中国での短期留学も実施されていた。入学定員100名[注 9]
- 商学科：「商学概論｣･｢経営学総論｣･｢マーケティング論｣･｢貿易論｣･｢商業史｣･｢会計学原理｣･｢情報処理演習｣･｢企業法｣･｢秘書実務｣などの科目があった。経営情報、流通情報、金融情報、会計情報、情報処理、四大・海外留学の各コースが設置されていた。2002年、ビジネス情報学科に改組される。入学定員150人[注 10]

#### 専攻科
- なし

#### 別科
- なし

##### 取得資格について
- 介護福祉士資格が介護福祉学科にて取得できた。

### 研究
- 『静岡精華短期大学紀要』[18]

## 学生生活

### 部活動・クラブ活動・サークル活動
- 静岡福祉大学短期大学部のクラブ活動：静岡精華短期大学時からあったものも含む[19]。
- 体育系：バレーボール・フットボール・バスケットボール・バドミントン・テニス・卓球・スノーボード・ダンスほか
- 文化系：茶華道・ ワープロ・軽音楽ほか

### 学園祭
- 静岡福祉大学短期大学部の前身である静岡精華短期大学の学園祭は「櫻華祭」として、概ね11月に行われていたが、後に大学と合同で行われた[20]。

## 施設

### キャンパス
- 短期大学部の学生が主に使用している施設は、介護福祉棟・介護福祉実習棟となっていた。その他は、基本的に大学と共同使用となっていた。

## 対外関係

### 他大学との協定
- 静岡精華短期大学における実績を含めると、以下のものがある。

#### 中国
- 首都経済貿易大学

#### カナダ
- マウント・ロイヤル・カレッジ

### 系列校
- 静岡福祉大学

## 卒業後の進路について

### 編入学･進学実績
- 国際文化学科：桜美林大学・浜松大学・中部大学・京都精華大学・龍谷大学ほか
- 商学科：流通経済大学・城西国際大学・帝京平成大学・新潟経営大学・高岡法科大学・朝日大学・岐阜経済大学・静岡産業大学・名古屋学院大学・追手門学院大学ほか
- 介護福祉学科：静岡福祉大学ほか